# کامپالا ۱۹۴۸
سیارک ۱۹۴۸ (به انگلیسی: 1948 Kampala، نامگذاری:1935GL) هزار و نهصد و چهل و هشتمین سیارک کشف شده‌است که در ۳ آوریل ۱۹۳۵ کشف شد.
قدر مطلق سیارک برابر ۱۲٫۶۰ است.